# Hawaiian Acres
Hawaiian Acres és una concentració de població designada pel cens dels Estats Units a l'estat de Hawaii. Segons el cens del 2000 tenia 1.776 habitants.

## Demografia
Segons el cens del 2000, Hawaiian Acres tenia 1.776 habitants, 698 habitatges, i 424 famílies La densitat de població era de 35,64 habitants per km².
Dels 698 habitatges en un 33,1% hi vivien nens de menys de 18 anys, en un 40,7% hi vivien parelles casades, en un 11,7% dones solteres, i en un 39,3% no eren unitats familiars. En el 30,5% dels habitatges hi vivien persones soles el 3,0% de les quals corresponia a persones de 65 anys o més que vivien soles. El nombre mitjà de persones vivint en cada habitatge era de 2,54 i el nombre mitjà de persones que vivien en cada família era de 3,22.
Per edats la població es repartia de la següent manera: un 28,9% tenia menys de 18 anys, un 6,2% entre 18 i 24, un 29,7% entre 25 i 44, un 28,6% de 45 a 64 i un 6,6% 65 anys o més.
L'edat mediana era de 38,4 anys. Per cada 100 dones hi havia 110,18 homes. Per cada 100 dones de 18 o més anys hi havia 114,43 homes.
La renda mediana per habitatge era de 30.039 $ i la renda mediana per família de 35.726 $. Els homes tenien una renda mediana de 30.385 $ mentre que les dones 24.375 $. La renda per capita de la població era de 16.242 $. Aproximadament el 22,5% de les famílies i el 28,1% de la població estaven per davall del llindar de pobresa.

## Poblacions més properes
El següent diagrama mostra les poblacions més properes.